# Democracia virtual
A ideia de democracia virtual (muitas vezes também referenciada como democracia digital, e-democracia ou ciberdemocracia) se relaciona aos meios e modos de utilização das ferramentas de comunicação digital para incrementar as práticas políticas. O estudo e o desenvolvimento de iniciativas ligadas a valores tais como participação, transparência, preservação de direitos e liberdades, dentre outros, deu origem a toda uma literatura nacional e internacional dedicada ao tema.
A democracia virtual é mais comumente compreendida em sua interface relativa à interação entre sistema político e cidadãos, seja por meio da participação direta, seja pelo estímulo à realização de debates entre o governo e a população através da internet. Na Europa e nos Estados Unidos, o uso da Internet e outras redes de computador no sector público acenderam um debate sobre formas novas da democracia. Análises deste estudo, como o uso de tecnologias da Internet por governos, com o fornecimento de serviços e interação com os cidadãos - também chamado e-governo - contribui para o realce da democracia.
Entretanto, em nenhum outro ponto na história uma tecnologia de comunicações teve um impacto tão rápido e largo na sociedade como a internet. Ao contrário dos meios precedentes, a Internet representa uma ferramenta democrática inovadora, porque permite que os povos interajam diretamente com a informação que lhes é apresentada, não obstante os limites geográficos.
Os cidadãos, pela primeira vez na história, podem comunicar-se com as autoridades do governo mais livremente, associando-se com grupos de interesse mais facilmente, votam online, e (logo) podem participar ativamente em todos os estágios do processo de decisão: avaliação das necessidades, recolha da informação, fazer exame de decisão, avaliação e correção das ações.
Assim, a rede tem um número de potenciais democráticos, incluindo:
- Interatividade
- Exatidão ao ponto e às modalidades não-hierárquicas de uma comunicação
- Custos baixos para os utilizadores
- Rapidez como um meio de comunicação
- Não limitação geográfica
- Capacidade (parcial) de manter o anonimato.

A informação é "o material cru" de uma sociedade democrática e a Internet pode promover a disseminação da informação, ao mesmo tempo que aumenta a participação do cidadão.
Entretanto, a Internet não pode ser considerada como uma solução para o déficit democrático de hoje, mas apenas como uma ferramenta que possa de forma inteligente, ser usada para realçar a democracia e a participação do cidadão.
Na democracia-virtual o poder representativo é abolido; assim sendo, todas as leis são aprovadas diretamente pelos cidadãos (utilizando os meios tecnológicos ao dispor: internet, caixas de banca automática e outros); deixando o parlamento de existir como órgão legislativo.
Este método realça através das novas tecnologias a velha democracia, sem restrições de local, de condições sociais, e resistindo de um modo muito eficaz a tentativas oligárquicas. 
Enquanto área de pesquisa, um estudo demonstra que boa parte das pesquisas sobre Internet e Política no Brasil está relacionada a categorias e premissas da democracia digital. Com análise de 526 artigos apresentados em 11 eventos das áreas de sociologia, ciência política e comunicação social realizados no período de 2000 a 2014, foi possível constatar que mais de 50% da produção nacional pode ser vista como pertencente à grande área de e-democracia.

## No Brasil

### Câmara dos Deputados
O  site da Câmara dos Deputados apresenta os melhores recursos de participação online do país em comparativo com outros 5 sites de Assembleias Legislativas. Por meio do site e-democracia, existem quatro  principais ferramentas utilizadas para participação popular. São elas: E-Democracia, Wikilegis, Audiências Interativas e Pauta Participativa.

#### e-Democracia
O Projeto e-Democracia é uma espécie de comunidade virtual que visa catalisar opiniões, sugestões, posicionamentos políticos e críticas aos projetos de lei e outras proposições legislativas em trâmite na Câmara dos Deputados brasileira. Há vários trabalhos brasileiros que examinam esta experiência, seja ao enfatizar os efeitos da participação dos cidadãos através do Portal, seja ao analisar o caráter da deliberação pública percebida em tal iniciativa. Registre-se que Câmara dos Deputados é um dos órgãos pioneiros do Estado brasileiro a promover ferramentas de participação e transparência.

#### Wikilegis
Com base na filosofia wiki da Wikipédia, a Câmara dos Deputados do Brasil desenvolveu o conceito de Wikilégis dentro do portal e-Democracia, uma ferramenta digital que permite a realização de trabalho colaborativo na construção da lei. Assim, o cidadão poderá apresentar sugestões diretamente no texto de forma colaborativa com outros usuários.
Obviamente que tal mecanismo tem o escopo de facilitar a participação objetiva e responsável, ou seja, o cidadão dá sua opinião, já evidenciando a forma de concretizar sua ideia em algo legalmente viável. Assim, o cidadão pode apresentar sugestões de emendas ao texto, ou mesmo elaborar o seu próprio projeto com a ajuda de outras pessoas.
O objetivo do Wikilégis é estimular a busca pelo consenso na construção da lei. A participação popular não precisa (e talvez não deva) gerar a formulação da lei propriamente dita e sim promover elementos para sua construção.
Um dos exemplos de aplicação do Wikilégis é a experiência de comunidades virtuais legislativas geradas pelo Projeto e-Democracia da Câmara dos Deputados brasileira. 

#### Audiências Interativas
A ferramenta objetiva ampliar o debate por meio da interação entre as comissões e a sociedade. São transmitidas ao vivo as imagens e o áudio captados nos plenários. Há duas possibilidades de interação. A primeira, por meio do chat, onde os internautas podem conversar livremente sobre o tema em discussão. E a segunda, por meio do envio de perguntas para a comissão. É possível votar nas perguntas incluídas, organizando-as, por ordem de relevância.

#### Pauta Participativa
A Pauta Participativa busca identificar os projetos de lei que tenham maior consenso entre a população para serem colocados em votação na Câmara dos Deputados. A ferramenta foi construída com base no método de votação chamado Democracia 2.1, desenvolvido pelo matemático  Karel Janeček, que possibilita aos participantes escolher múltiplas opções. A última publicação na plataforma aconteceu em 8 de dezembro de 2019.

### Senado Federal

#### Portal e-Cidadania
O Senado Federal também criou a sua ferramenta de participação, o Portal e-Cidadania. Criado em 2012, o Portal é uma ferramenta isenta de qualquer ligação com partidos políticos, que tem como objetivo a participação cidadã de forma mais direta e efetiva do processo legislativo. Desde sua criação até fevereiro de 2018, mais de 45 milhões de pessoas já haviam acessado o Portal.  Apenas em 2017 o site contabilizou mais de 130,5 milhões de acessos por mais de 21 milhões de usuários.
Existem três ferramentas de participação disponíveis no e-Cidadania, que são:

##### Ideia Legislativa
Qualquer pessoa pode enviar Ideias Legislativas para criar novas leis ou alterar as leis atuais. Todas as Ideias enviadas passam por moderação. Se estiverem de acordo, são publicadas e abertas para receberem apoios durante 4 meses. Para tramitar na casa, as ideias precisam atingir durante esse período 20 mil apoios e então são formalizadas como Sugestões Legislativas (SUG) e enviadas para a Comissão de Direitos Humanos E Legislação Participativa (CDH)onde são debatidas pelos senadores e recebem parecer.

##### Evento Interativo
Os eventos interativos compreendem audiências públicas, sabatinas, seminários, sessões de debate temático e outras reuniões. O cidadão pode participar, enviando comentários e perguntas que são entregues para os senadores durante as reuniões.

##### Consulta Pública
Todas as proposições que tramitam no Senado ficam disponíveis durante sua tramitação para receber opiniões do público, favoráveis ou contra os projetos. Quase 11 milhões de votos foram registrados nas Proposições que tramitam no Senado.

#### Interlegis
O Interlegis é um programa do Estado Brasileiro, financiado pelo BID (Banco Interamericano de Desenvolvimento) e administrado pelo Senado Federal desde 1997, que tem o objetivo de modernizar e integrar o Legislativo Brasileiro para permitir a participação cidadã e preparar a tecnologia das Casas Legislativas para a e-democracia.
O Programa Interlegis desenvolve várias tecnologias para o poder legislativo, todas liberadas como software livre sob a licença de uso GPL e que são desenvolvidas em conjunto com comunidades de usuários e cidadãos interessados, apoiadas pelo ambiente Colab. Dentre os principais sistemas estão: SAPL - Sistema de Apoio ao Processo Legislativo - que visa a automação do processo legislativo eletrônico; SAAP - Sistema de Apoio à Atividade Parlamentar - que visa a automação do gabinete dos parlamentares; SPDO - Sistema de Protocolo de Documentos - que visa a automação da tramitação de documentos protocolados na instituição; Portal Modelo - que é um portal CMS pronto para uso e customizado para uma Casa Legislativa, com ferramentas de transparência, lei de acesso à informação, participação cidadã, dados abertos, e-democracia, entre outras.
O Colab, desenvolvido e mantido pelo Interlegis, é um ambiente de colaboração para as comunidades de prática do legislativo, que possui ferramentas para estimular a participação de cidadãos, funcionários das Casas Legislativas e Parlamentares. Ele está sendo utilizado para o desenvolvimento da nova versão do Portal do Software Público Brasileiro. 

### Eleições
Durante as eleições, o debate acerca da democracia virtual é aquecido. Desde 2010, quando tribunais eleitorais brasileiros permitiram o amplo uso da internet pelos candidatos, sobretudo nas mídias digitais, notou-se o crescimento do uso da internet para o debate político. Naquele ano, observou-se, prioritariamente, a utilização de websites com pouca interatividade aliado ao uso massivo do twitter.
Nas eleições de 2016, houve uma queda no uso de websites e ampliação do uso das mídias sociais. No caso das eleições municipais, apenas apenas 46,6% dos candidatos nas capitais usaram websites. No interior, esse número foi ainda menor, com 23,6%. Já a porcentagem do uso do Facebook saltou de 15% de usuários nas eleições de 2008 para um total de 95,6%, em 2016.

### Impeachment
Em 2016, as redes sociais foram palco importante para reflexões a respeito da democracia virtual, período que resultou no impeachment da presidenta Dilma Rousseff. Uma análise feita em todas postagens publicadas entre 2015 e 2016 nos perfis oficiais do Twitter da Câmara dos Deputados, Senado Federal, Palácio do Planalto e Supremo Tribunal Federal, buscou investigar em que medida houve as plataformas oficiais de comunicação para fins partidários. A análise concluiu que dos perfis citados, o twitter do Palácio do Planalto foi o único em que se observou o uso da comunicação pública para interesses partidários com tuítes anti impeachment. Já os outros três perfis não apresentaram posicionamentos. Portanto, estão relacionados à comunicação pública normativa, com divulgação de notícias e etapas do processo.

Partidos Políticos
Recentemente, o Partido Renovador Trabalhista Brasileiro (PRTB) propôs ser o primeiro partido 100% digital do país.